# Beware the Heavens
Beware the Heavens, pubblicato nel 1999, è l'album d'esordio della band speed power metal finlandese Sinergy.

## Tracce
1. Venomous Vixens – 3:12
2. The Fourth World – 4:20
3. Born Unto Fire And Passion – 1:46
4. The Warrior Princess – 4:50
5. Beware the Heavens – 3:52
6. Razor Blade Salvation – 4:56
7. Swarmed – 5:24
8. Pulsation – 1:44
9. Virtual Future – 4:07